# Monte Chaberton
Il monte Chaberton (3 131 metri s.l.m.) è una montagna delle Alpi Cozie situata nel dipartimento francese delle Alte Alpi.

## Caratteristiche

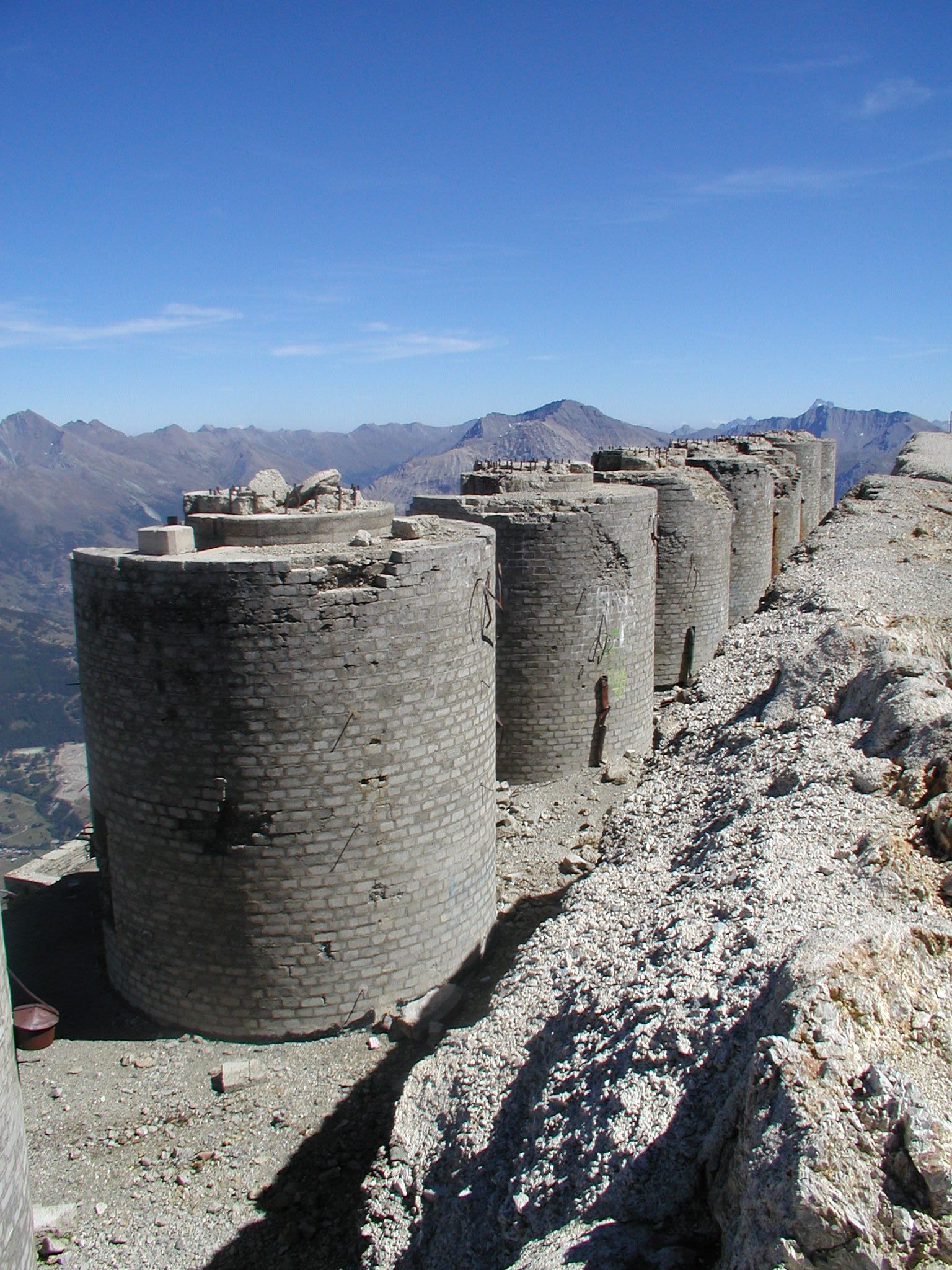
Panorama dalla vetta dello Chaberton con resti delle batterie militari

Il monte si trova a breve distanza dalla catena principale alpina, nel tratto dove questa costituisce lo spartiacque tra i bacini del Po e della Durance, sul lato che guarda verso l'Italia; politicamente appartiene alla Francia per motivi storici. Il Colle del Chaberton (2 671 m) la raccorda la Punta Rochers Charniers e lo spartiacque principale.
La montagna domina allo stesso tempo l'italiana Valle di Susa e la valle francese di Briançon. Fino al 1947 si trovava in territorio italiano; in particolare, dopo l'unità d'Italia, si trovava in comune di Cesana Torinese, in provincia di Torino.
Data la sua posizione eminente, pressoché inespugnabile, e la sua vicinanza al confine francese, il monte ebbe sempre notevole importanza strategica. Per questo motivo, tra fine XIX secolo e inizio XX secolo vi fu costruita un'opera fortificata, la cosiddetta batteria dello Chaberton, che ebbe un ruolo attivo nella guerra tra Italia e Francia del 1940.
Nel 1947, con i trattati di Parigi, il monte passò alla Francia; attualmente è situato nel dipartimento delle Alte Alpi e sotto il comune di Monginevro.
Si tratta di una notevole piramide rocciosa, che si estende con versanti di notevole pendenza verso est e ovest. La vetta si trova sulla cresta spartiacque che si estende da nord a sud, limitata idealmente a nord dal Colle dello Chaberton, e a sud dal Colle del Monginevro.
La porzione più prossima alla vetta è composta da dolomie bianche e giallognole risalenti al Triassico; allontanandosi dalla vetta si incontrano su entrambi i versanti est e ovest formazioni di calcari dolomitici e compatti del Retico, nonché calcari grigi a banchi, calcari scistosi e scisti calcarei del Giurassico, disposti in una struttura a sinclinale. Sulla cresta tra la vetta e il colle dello Chaberton compaiono affioramenti di scisti e micascisti verdi, con lenti di quarzo, calcari cristallini e rocce porfiriche.
La vetta fu pesantemente modificata nel corso dei lavori di costruzione della batteria fortificata, presentandosi oggi come un'ampia spianata, raggiunta dall'antica strada militare di servizio.

## Accesso alla vetta

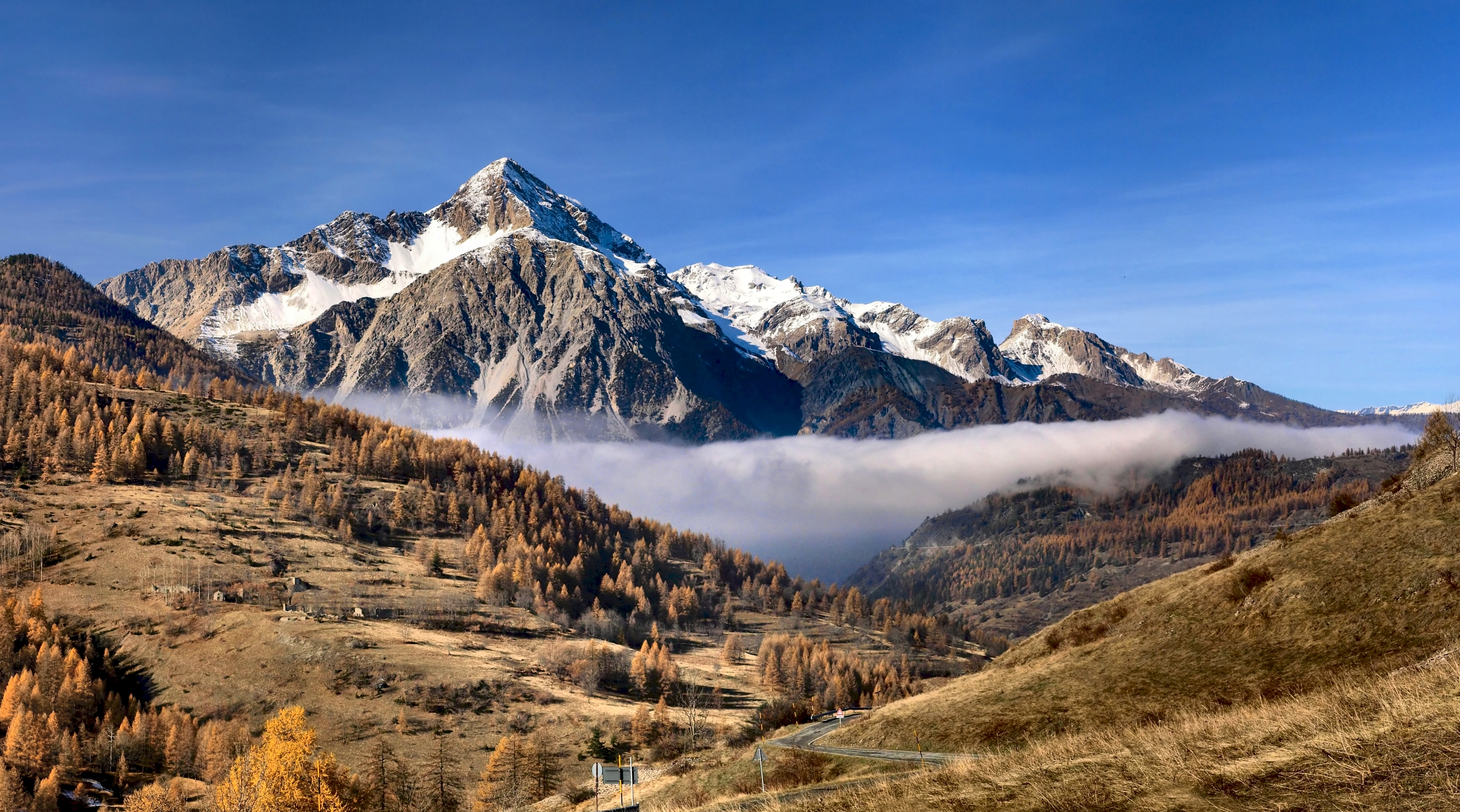
Il monte Chaberton in autunno

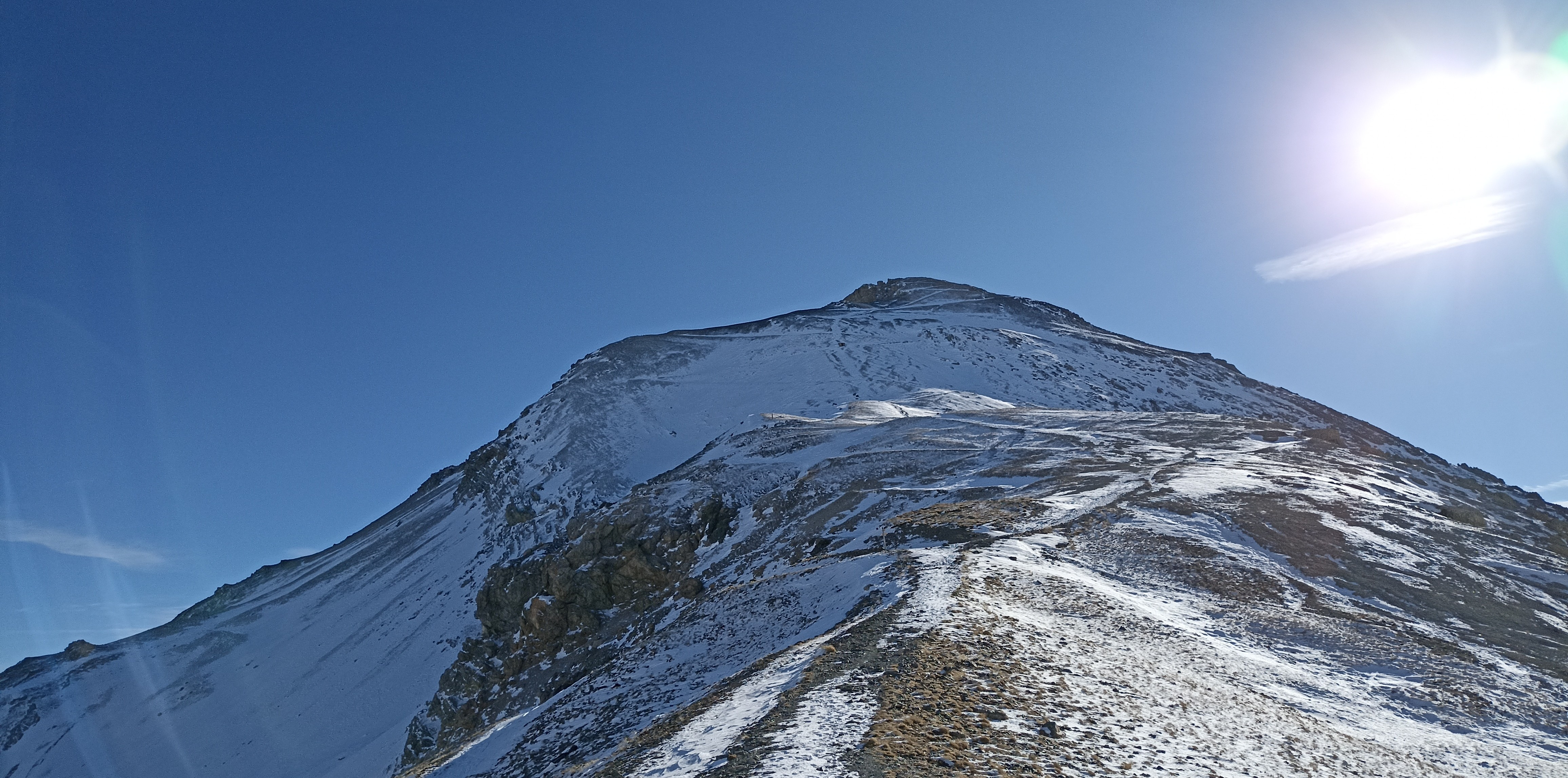
La vetta della montagna come si presenta dal colle del Chaberton.

Il monte costituisce una classica meta per itinerari escursionistici e scialpinistici.
Il percorso più facile, benché sia anche il più lungo, si sviluppa lungo l'antica strada militare che parte da Fenils, frazione di Cesana Torinese sul tracciato della vecchia strada carrozzabile dello Chaberton. La strada sale da Fenils al Colle dello Chaberton, e da qui fino in vetta. Pur con qualche difficoltà, la strada è percorribile anche con la mountain bike. La strada era percorribile con mezzi motorizzati fino al 1987, quando venne chiusa al traffico. Purtroppo tale itinerario non è più percorribile a causa di una frana poco sopra l'abitato di Fenils, che ha ostruito completamente il vecchio tracciato 

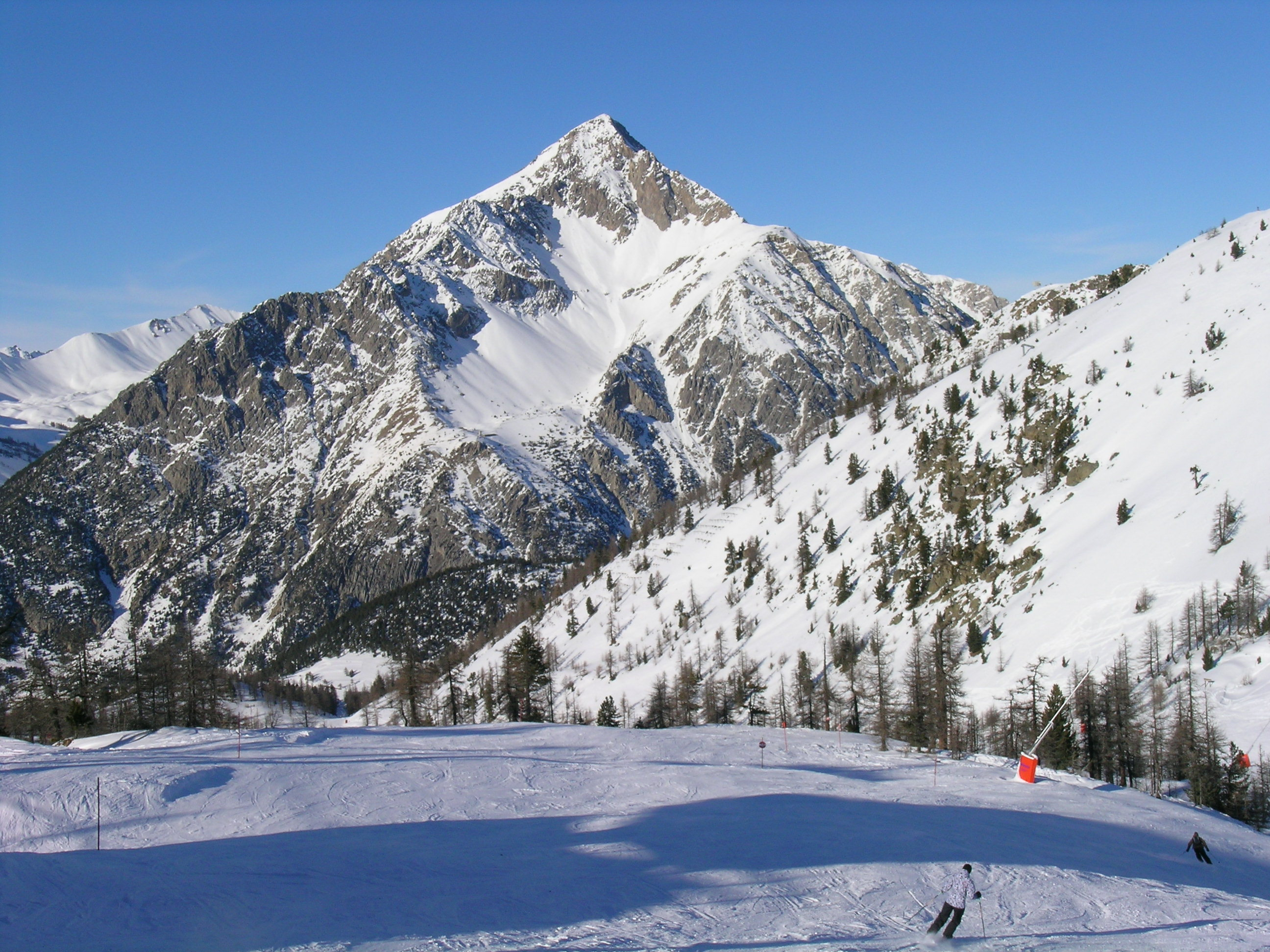
Il monte Chaberton da Colle Bercia

Il percorso più utilizzato dagli escursionisti a piedi si sviluppa da Claviere. Da questa località si risale il vallone delle Baisses, passando per le Grange les Baisses e l'ex Ricovero Sette Fontane (distrutto nel 2009 da una slavina), fino a raggiungere da ovest il Colle dello Chaberton, dove ci si ricongiunge con l'itinerario precedente.
Esisteva un terzo itinerario più difficile che si sviluppava lungo la cresta SSE e il cui accesso partiva dalla statale 24, poco a monte di Cesana, dopo una galleria paravalanghe, ma che è stato chiuso dopo il termine della costruzione della circonvallazione, con una serie di gallerie, tra Cesana e Claviere. Il percorso era in origine utilizzato per collegare a piedi la Batteria Alta e la Batteria Bassa, evitando la lunga strada da Fenils.. Si raggiunge la Batteria Alta, da cui si risale il Petit Vallon fino alla base di alcune paretine rocciose coperte di detrito. Si risalgono le paretine, eventualmente assicurandosi ai numerosi spit presenti, fino a portarsi sulla cresta SSE, da dove si raggiunge la vetta. Questo percorso originariamente era una vera e propria via ferrata, mentre oggi è da considerarsi un sentiero attrezzato; presenta difficoltà di tipo alpinistico, con passaggi esposti e alcuni tratti di semplice arrampicata (II grado).

### Sci alpinismo
Gli itinerari sulla strada militare e per il vallone delle Baisses possono essere percorsi in inverno con gli sci da sci alpinismo oppure con le ciaspole

## Le fortificazioni
Le rovine della batteria dello Chaberton sono ancora visitabili, anche se si deve porre particolare attenzione: le parti in sotterranea non sono illuminate e sono spesso ingombre di ghiaccio che impedisce la visita; inoltre, si tratta di un'opera che non è stata sottoposta a manutenzione da decenni, dunque presenta rischi intrinsechi. Per visitare le rovine è opportuno essere adeguatamente attrezzati, ed evitare di effettuare la visita da soli.